# Crisis de Oka
La crisis de Oka (en francés: Crise d'Oka) fue una disputa de tierras entre un grupo de mohawk y la ciudad de Oka, Quebec, Canadá, que comenzó el 11 de julio de 1990 y duró 78 días hasta el 26 de septiembre de 1990 con dos fatalidades. La disputa fue el primer conflicto violento bien documentado entre las Primeras Naciones y el gobierno canadiense a fines del siglo XX.

## Antecedentes históricos
Los mohawk se establecieron por primera vez en el área de Montreal a principios del siglo XVIII, trasladándose hacia el norte desde su tierra natal en el valle del río Hudson. Desplazaron a los wyandot (o hurones) nativos de la zona, con quienes los haudenosaunee (de los cuales los mohawk eran una tribu) habían estado en conflicto durante mucho tiempo, y que habían sido debilitados por el contacto prolongado con los colonos franceses. El asentamiento mohawk en el valle del río San Lorenzo fue influenciado en gran medida por los misioneros jesuitas franceses que buscaban conversos entre los mohawk y que establecieron reducciones misioneras jesuitas para ellos en Kahnawake y Kahnesatake.
En 1717, el gobernador de Nueva Francia había otorgado las tierras que abarcaban "los pinos" y el cementerio de Pine Hill, donde habían sido enterrados los ancestros locales de los mohawk (quienes consideraban al cementerio como sagrado) a la Compañía de Sacerdotes de San Sulpicio, una orden católica con sede en París, Francia. En 1868, un año después de la formación de la Confederación, el jefe del pueblo mohawk de Oka, Joseph Onasakenrat, escribió una carta al seminario alegando que su concesión había incluido cerca de nueve millas cuadradas reservadas para el uso de los mohawk en confianza del seminario, y que el seminario había descuidó esta confianza otorgándose a sí mismos (el seminario) derechos de propiedad únicos. En 1869, Onasakenrat atacó el seminario con una pequeña fuerza armada después de haber dado a los misioneros ocho días para entregar la tierra. Las autoridades locales pusieron fin a este enfrentamiento con el uso de la fuerza.
En 1936, el seminario vendió el territorio bajo protesta de la comunidad local de mohawk. En ese momento todavía mantenían ganado en la tierra común. Para 1956, los mohawk mantenían seis kilómetros cuadrados restantes de sus 165 originales.

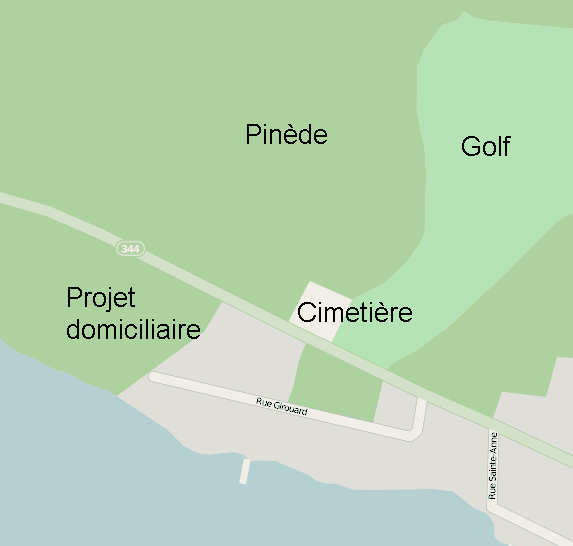
Mapa de las tierras en disputa.

En 1959, la ciudad aprobó el desarrollo de un campo de golf privado de nueve hoyos, el Club de golf d'Oka, en una porción de la tierra en disputa. La demanda de los mohawk presentada contra el desarrollo no tuvo éxito. La construcción comenzó con un estacionamiento y campos de golf adyacentes al cementerio mohawk.
En 1977, la banda Kanehsatà:ke presentó un reclamo oficial de tierras ante la Oficina Federal de Reclamaciones Nativas con respecto a la tierra. El reclamo fue aceptado para su presentación y se proporcionaron fondos para una investigación adicional del reclamo. En 1986, la reclamación fue rechazada porque no cumplía con los criterios legales clave.
En marzo de 1989, el Club de golf d'Oka anunció planes para expandir el campo de golf en nueve hoyos adicionales. Como la Oficina de Reclamaciones Nativas había rechazado la reclamación de los mohawk sobre la tierra tres años antes, su oficina no consultó a estos sobre los planes. No se realizó ninguna revisión de preservación ambiental o histórica. Las protestas de los mohawks y otros grupos asociados, así como la preocupación del Ministro de Medio Ambiente de Quebec, llevaron a negociaciones y un aplazamiento del proyecto por parte de la municipalidad en agosto en espera de un fallo judicial sobre la legalidad del desarrollo.
En 1990, el tribunal falló a favor de los propietarios del campo de golf y el alcalde de Oka, Jean Ouellette, anunció que el resto del bosque de pinos sería deforestado para expandir el campo de golf a dieciocho hoyos y construir 60 condominios. No todos los residentes de Oka apoyaron los planes, pero los opositores encontraron que la oficina del alcalde no estaba dispuesta a discutirlos.

## Crisis

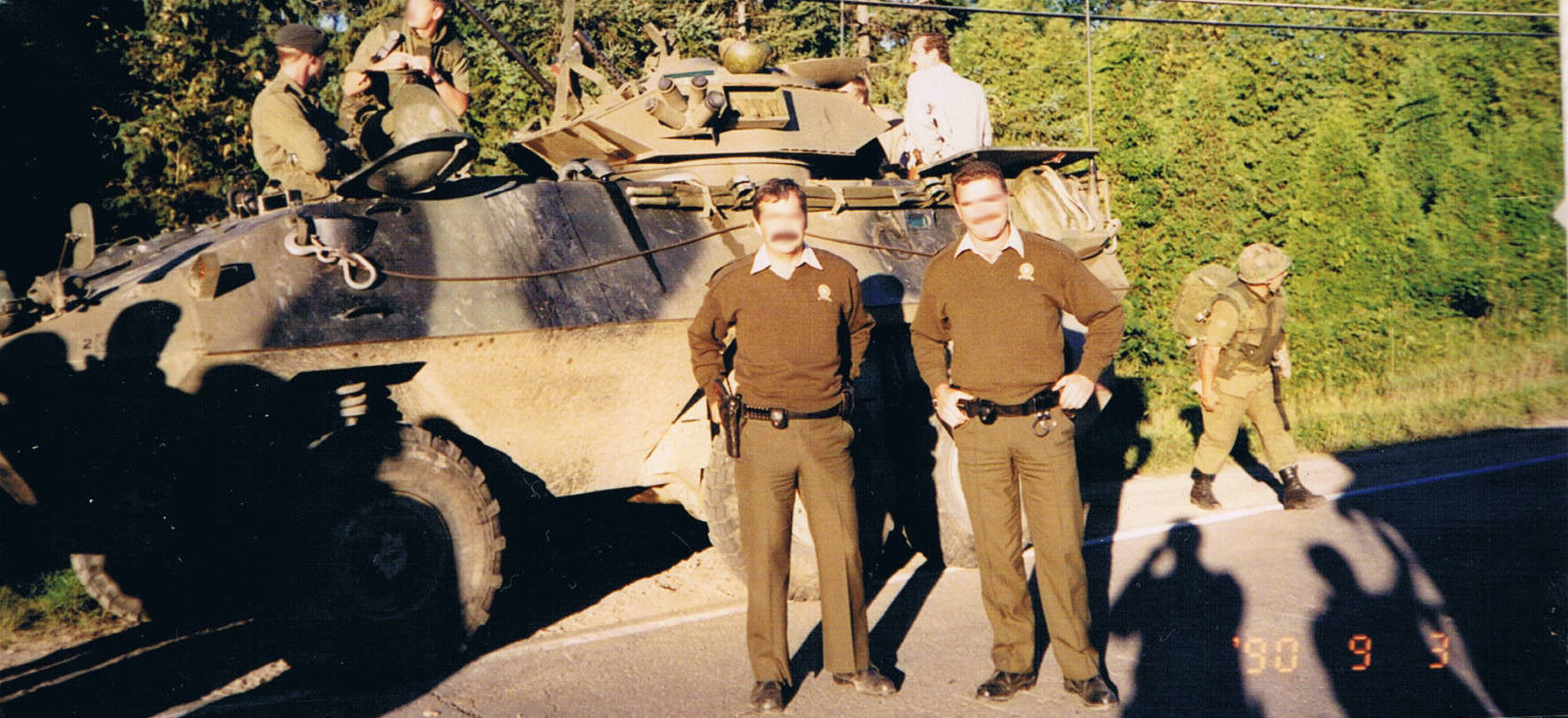
Fuerzas canadienses y Sûreté du Québec en la zona de disputa, el 3 de septiembre de 1990.

Como protesta contra la decisión de la corte de permitir que prosiga la expansión del campo de golf, algunos miembros de la comunidad mohawk erigieron una barricada que bloqueaba el acceso al área. El alcalde Ouellette exigió el cumplimiento de la orden judicial, pero los manifestantes se negaron. El Ministro de Asuntos Nativos de Quebec, John Ciaccia, escribió una carta de apoyo para los nativos, declarando que «estas personas han visto desaparecer sus tierras sin haber sido consultadas o compensadas, y eso, en mi opinión, es injusto y de mala fe, especialmente para ser un campo de golf.»
El 11 de julio, el alcalde pidió a la Sûreté du Québec (SQ), la fuerza policial provincial de Quebec, que interviniera en la protesta de los mohawk, citando una presunta actividad criminal en la barricada. El pueblo mohawk, de acuerdo con la Constitución de la Confederación Iroquesa, preguntó a las mujeres, las cuidadoras de la tierra y las "progenitoras de la nación", si el arsenal que los guerreros habían acumulado debía ser utilizado o no.
El SQ desplegó una unidad de respuesta de emergencia, el Groupe d'intervention (grupo de intervención), que respondió a la barricada desplegando botes de gas lacrimógeno y granadas de conmoción en un intento de obligar a los mohawks a dispersarse. En respuesta, se produjeron disparos desde ambos lados, y después de un tiroteo de 15 minutos, la policía retrocedió, abandonando seis patrulleros y una excavadora. Aunque una cuenta inicial informó que el cabo de la SQ, Marcel Lemay, de 31 años, había recibido un disparo en la cara durante el tiroteo, una investigación posterior determinó que la bala que lo golpeó y finalmente lo mató golpeó su «lado izquierdo debajo de la axila, un área no cubierto por [su] chaleco antibalas.»
Antes de la incursión había aproximadamente 30 guerreros armados dentro y alrededor de la barricada. Después del tiroteo, este número aumentó a 60-70 y luego aumentaría a 600. Los mohawks confiscaron seis vehículos, incluidos cuatro coches de policía, y se apoderaron del cargador frontal para aplastar los vehículos y usarlos para formar una barricada en la autopista principal.
Los guerreros establecieron una red de comunicaciones entre las aldeas mohawk de Akwesasne, Kanesatake y Kahnawake, usando radios portátiles, teléfonos celulares, sirenas antiaéreas y campanas de bomberos, así como estaciones de radio locales y patrullas humanas. La situación se intensificó a medida que los mohawks locales se unieron a los nativos de todo el país y los de Estados Unidos. A pesar de la presión para desmantelar la barricada, esta se mantuvo firme. El Sûreté du Québec estableció sus propios bloqueos en la carretera 344 para restringir el acceso a Oka y Kanesatake. Otro grupo de mohawks en la ubicación cercana de Kahnawake, en solidaridad con Kanesatake, bloquearon el puente Mercier en el punto donde pasaba por su territorio, sellando así un importante punto de acceso entre la isla de Montreal y los muy poblados suburbios de South Shore.
En el pico de la crisis, el puente Mercier y las rutas 132, 138 y 207 fueron bloqueados, creando una interrupción sustancial del tráfico y el aumento de la ira a medida que la crisis se prolongaba. Un grupo de residentes frustrados de Châteauguay comenzó a construir una carretera no autorizada y no planificada que eludía la reserva de Kahnawake. Mucho después de la crisis, esta carretera inacabada finalmente se incorporó a la Autopista 30 de Quebec.
La frustración por la congestión y el desvío del tráfico debido al bloqueo del puente y de las carreteras fueron expresadas públicamente. Los residentes de Châteauguay quemaron una efigie de un guerrero mohawk mientras cantaban "sauvages" (salvajes). El locutor de radio Gilles Proulx aumentó las tensiones con comentarios como que los mohawks «ni siquiera podían hablar francés». Estos comentarios inflamaron los ánimos que habían estado especialmente elevados por las reacciones que precedieron a esta crisis, incluidos los del miembro federal del Parlamento de Châteauguay, Ricardo López.
El 8 de agosto, el primer ministro de Quebec, Robert Bourassa, anunció en una conferencia de prensa que, según la Sección 275 de la Ley de Defensa Nacional, había solicitado apoyo militar en "ayuda del poder civil". El primer ministro Brian Mulroney era reacio a que el gobierno federal y, en particular, las fuerzas canadienses estuvieran tan involucradas. Según la ley, sin embargo, el procurador general de Quebec, bajo la dirección del primer ministro de Quebec, tenía el derecho de requisar a las fuerzas armadas para mantener la ley y el orden como responsabilidad provincial. Este movimiento tuvo un precedente en Canadá, incluyendo dos décadas antes durante la crisis de octubre que Robert Bourassa había solicitado también en ese momento.
Fue alrededor de esta época cuando el SQ aparentemente había perdido el control de la situación, y la Real Policía Montada de Canadá se desplegó el 14 de agosto. Se les prohibió usar la fuerza y pronto se vieron abrumados por los disturbios causados por los mohawks y las turbas creadas por el tráfico bloqueado, durante el curso de los cuales, diez agentes fueron hospitalizados.
El Jefe del Estado Mayor de Defensa, general John de Chastelain, colocó a las tropas con sede en Quebec en apoyo de las autoridades provinciales. Unos 2500 soldados regulares y de reserva de los 34.° y 35.° Grupos de Brigadas Canadienses y el 5.° Grupo de Brigadas Mecanizadas Canadienses fueron notificados. El 20 de agosto, una compañía del 22.° Regimiento Real, dirigida por el mayor Alain Tremblay, se hizo cargo de tres barricadas y llegó al bloqueo final que conducía al área en disputa. Allí, redujeron el tramo de tierra de nadie, implementado originalmente por el Sûreté du Québec antes de la barricada en los pinos, de 1,5 kilómetros a 5 metros. Tropas adicionales y equipo mecanizado se movilizaron en las áreas de concentración alrededor de Montreal, mientras que los aviones de reconocimiento organizaron misiones fotográficas aéreas sobre el territorio mohawk para reunir inteligencia. A pesar de las altas tensiones entre las dos partes, no se intercambiaron disparos.

## Resolución y secuelas
El 29 de agosto, los mohawks del puente Mercier negociaron el fin del bloqueo con el teniente coronel Robin Gagnon, el comandante "Van Doo" que había sido responsable de la orilla sur del río San Lorenzo durante la crisis. Esta retirada eventualmente contribuyó a la resolución del asedio que sufrían en la reserva de Kahnawake, y el 26 de septiembre los mohawks que aún se encontraban allí desmantelaron y destruyeron algunas de sus armas y regresaron a la reserva después de quemar ceremonialmente tabaco.
Los mohawks en Oka, sin embargo, se sintieron traicionados por la pérdida de su ficha de negociación más efectiva del puente Mercier: una vez que el tráfico comenzó a fluir nuevamente, el gobierno de Quebec rechazó nuevas negociaciones de conformidad con su disputa original sobre la expansión del campo de golf de Oka. El 25 de septiembre fue testigo del enfrentamiento final de la crisis: un guerrero mohawk caminó alrededor del perímetro del área de bloqueo con un palo largo, encendiendo bengalas que habían sido instaladas originalmente por las Fuerzas Canadienses para alertarlos sobre las personas que huían del área. Los soldados quisieron disuadir a este hombre con una manguera de agua, pero le faltaba suficiente presión para dispersar a la multitud que lo rodeaba. Esta multitud se burló de los soldados y comenzó a lanzarles globos de agua, pero el incidente no se intensificó en mayor medida.
Entre los acusados y condenados por su participación se encontraba Ronaldo Casalpro (quien usó el alias Ronald "Lasagna" Cross durante el conflicto). Casalpro fue golpeado por oficiales de la Sûreté du Québec después de su arresto, y mientras tres fueron suspendidos sin paga, el caso tardó tanto en procesarse dado que ya habían abandonado la fuerza. Dos oficiales de la SQ fueron suspendidos e investigados por presuntamente golpear a Casalpro mientras estaba detenido, pero no fueron acusados posteriormente. Cross cumplió una condena de seis años por cargos de asalto y armas relacionados con su papel en la crisis y murió de un ataque al corazón en noviembre de 1999. El hermano de Casalpro, Tracy Cross, más tarde se desempeñó como padrino en la boda de la hermana del cabo asesinado de la SQ Marcel Lemay, Francine, que se había reconciliado con la comunidad después de leer At the Woods' Edge, una historia de Kanesatake.
La expansión del campo de golf que originalmente desencadenó la crisis fue cancelada y el gobierno federal compró los terrenos en disputa a los propietarios por $5,3 millones, veinte veces el valor anterior al enfrentamiento. La crisis le costó, estimativamente, $60 millones de dólares a las fuerzas canadienses y $150 millones al gobierno de Quebec. La crisis de Oka motivó el desarrollo de una política nacional de vigilancia de las Primeras Naciones para tratar de prevenir futuros incidentes, y puso los temas indígenas en primera plana en Canadá. En 1991, Ouellette fue reelegido alcalde de Oka por aclamación. Más tarde dijo de la crisis que sus responsabilidades como alcalde lo obligaron a actuar como lo hizo.

## En los medios
La crisis de Oka fue ampliamente documentada e inspiró numerosos libros y películas. El cineasta canadiense Alanis Obomsawin ha realizado documentales sobre la crisis de Oka, incluyendo Kanehsatake: 270 años de resistencia (1993) y Rocks at Whiskey Trench (2000). Estos y dos documentales adicionales sobre la crisis fueron producidos por la National Film Board de Canadá: Christine Welsh dirigió Keepers of the Fire (1994), que documentó el papel de las mujeres Mohawk durante la crisis, y Alec MacLeod creó Acts of Defiance (1993).
El periodista de Montreal Gazette Albert Nerenberg cambió de carrera después de pasar una cámara de video detrás de las barricadas y hacer su primer documental, llamado Okanada. Mientras realizaba una pasantía universitaria en la Mohawk Survival School, Ric Oliveira fue el único periodista estadounidense al que se le permitió vivir en la reserva durante el momento de la crisis.
Micheal Baxendale y Craig MacLaine escribieron This Land Is Our Land: The Mohawk Revolt at Oka. Geoffrey York y Loreen Pindera escribieron People of the Pines: The People and the Legacy of Oka (1991). Donna Goodleaf escribió Entering the Warzone: A Mohawk Perspective on Resisting Invasions, que fue publicado por Theytus Books en 1995.
Gerald R. Alfred, un mohawk de Kahnawake que formó parte del consejo de la banda durante la crisis y que más tarde se convirtió en profesor de ciencias políticas, escribió Heeding the Voices of Our Ancestors: Kahnawake Mohawk Politics and the Rise of Native Nationalism (1995). Esto se basó en su tesis doctoral, que examinó los problemas.
John Ciaccia, el ministro de Asuntos Nativos de Quebec en ese momento, escribió un libro sobre los eventos relacionados con la crisis de Oka. Su libro, titulado The Oka Crisis, A Mirror of the Soul, fue publicado en 2000. Harry Swain, entonces viceministro federal de Asuntos Indígenas y Desarrollo del Norte, escribió "Oka: a Political Crisis and its Legacy", en 2010.
Robin Philpot escribió un libro sobre el uso de la crisis por parte de Canadá en inglés como herramienta política tras el fallido acuerdo del Lago Meech: Oka: dernier alibi du Canada anglais (1991).
El autor y activista anarquista Peter Gelderloos ha argumentado que la crisis de Oka debería servir como modelo para que los activistas obtengan lo que quieren por cuatro razones.
1. Fue capaz de apoderarse con éxito del territorio y repeler a las fuerzas estatales
2. No contaba con el apoyo de las élites políticas o económicas.
3. Difunde ideas de soberanía indígena y justicia social.
4. Tuvo éxito en detener la construcción del campo de golf.

## En el arte
Joseph Tehawehron David, un artista mohawk que se hizo conocido por su papel de guerrero durante la crisis de Oka en 1990, desarrolló un cuerpo de trabajo artístico que fue profundamente influenciado por su experiencia "detrás de las alambradas" en 1990.

## En la cultura popular
En la película The Insider de 1999, el personaje de Al Pacino, Lowell Bergman, dice: «Todos creen que la policía montada va a caballo y rescata a doncellas en los rápidos. Apoyaron a los de Oka en la construcción de un campo de golf en el cementerio indio. Les pegaron a los manifestantes en Kanesatake.»
La banda canadiense de punk rock Propagandhi escribió una canción titulada "Oka Everywhere", que fue lanzada en 1995 en un álbum dividido de 10 pulgadas con I Spy. Más tarde fue relanzado en su álbum recopilatorio de 1998 Where Quantity Is Job Number 1.